# Ruckinge
Ruckinge – wieś w Anglii, w hrabstwie Kent, w dystrykcie Ashford. Leży 33 km na południowy wschód od miasta Maidstone i 85 km na południowy wschód od centrum Londynu. Miejscowość liczy 727 mieszkańców.